# Йорверт Долгоболезненный
Йорверт Долгоболезненный (валл. Iorwerth Hirflawdd; VIII век) — сын и наследник Тегонуи, правителя Арвистли. Йорверт стал править в Арвистли, а его брат Кинуриг в Гвертренионе. Его эпитет говорит о том, что он на протяжении жизни долго болел чем-то. После смерти в Арвистли ему наследовал его старший сын Кинауг, а младший, Иднерт, стал правителем Биэлта.